# Yes Tor
Yes Tor ist ein 619 m ASL hoher kegelförmiger Hügel südöstlich von Meldon im Dartmoor in Devon, in England. Es gibt einen kleineren gleichnamigen Tor bei Walkhampton Common.
Es ist der zweithöchste Punkt im Dartmoor, neben dem 2,0 Meter höheren, nahegelegenen High Willhays und einer von nur drei über 610 m hohen Gipfeln südlich des Peak District National Park in England – die anderen sind High Willhays und Hampster Tor.
Er liegt in einem Übungsgelände der britischen Armee und ist nur eingeschränkt zugänglich.

## In der Kunst
- In seinen Erinnerungen Vater und Sohn (1907) betrachtet Edmund Gosse (1849–1928) den Yes Tor, in dessen Nähe er als Junge lebte, als einen unbedrohlichen und unscheinbaren Hügel.
- Der US-amerikanische Science-Fiction-Autor Kim Stanley Robinson nimmt in seinem Roman 2312 einen Bezug zum Yes Tor.
- Die englische Rockgruppe Yes wollte ihr 1979 erschienenes Album Tormato ursprünglich Yes Tor nennen. Das Cover bezieht sich auch auf den Berg, im Innencover ist eine topographische Karte der Umgebung abgedruckt und eine Anmerkung im Text auf dem Cover erklärt die Lage des Bergs.

Koordinaten: 50° 42′ N, 4° 1′ W